# Porte-documents
Pour les articles homonymes, voir Mallette.

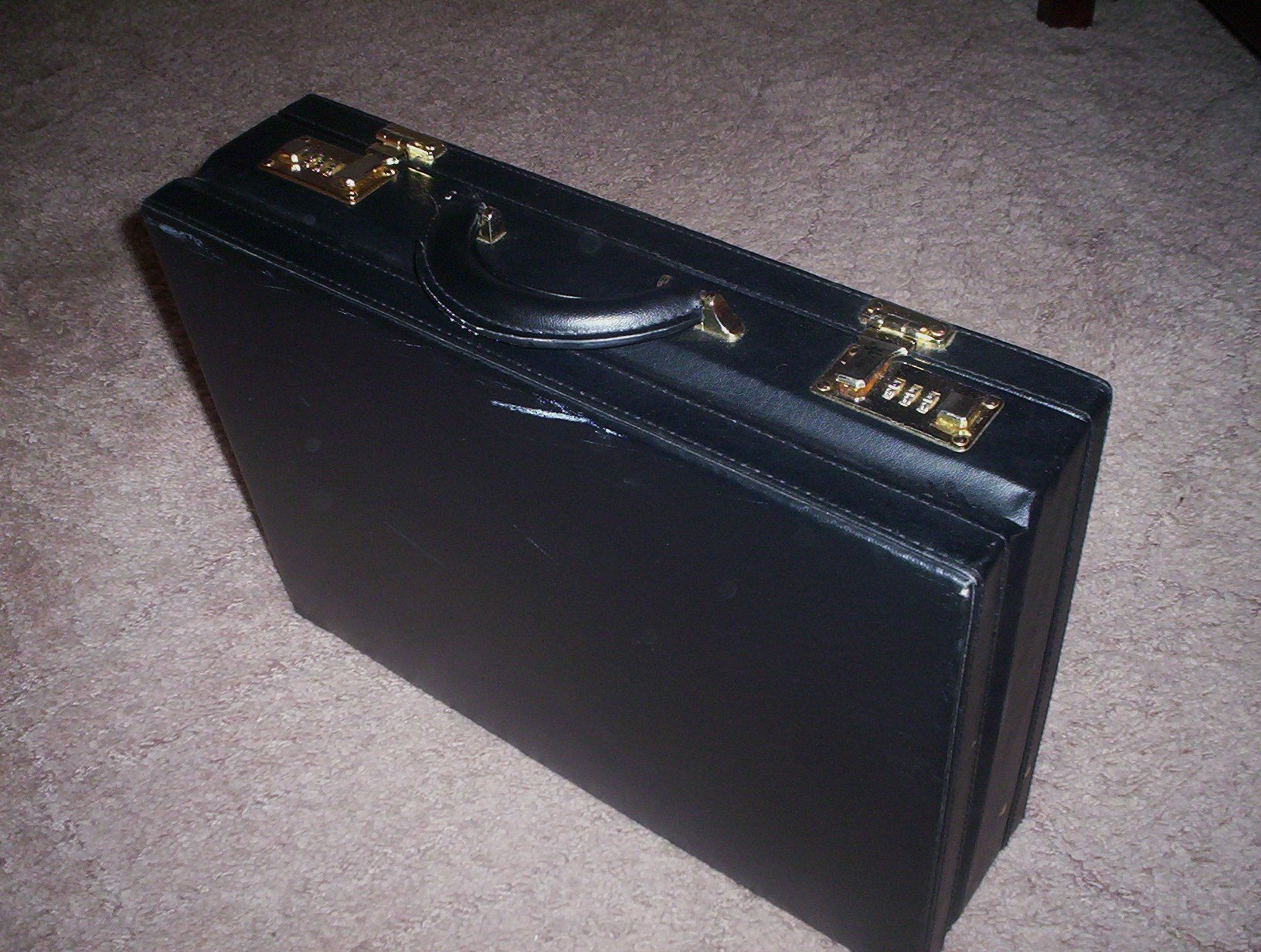
Porte-documents

Un porte-documents ou une mallette, souvent nommé par l'anglicisme « attaché-case » (parfois écrit « attaché-caisse » à cause de la sonorité proche des deux mots), notamment en Europe est une petite valise de forme rectangulaire généralement en plastique ou en cuir. Il comporte souvent une serrure. 
Le porte-documents est surtout utilisé dans un cadre professionnel : il sert à transporter papiers et ordinateurs portables.